# Takht-i-Bahi
Takht-i-Bahi (aussi orthographié Takht Bhai, Takhtbhai, Takht Bahai...) est un site historique dans le district de Mardan, province de Khyber Pakhtunkhwa au Pakistan, ancienne province du Gandhara. C'était d'abord un complexe zoroastrien qui a été converti au Ier siècle (période du royaume indo-parthe) en un complexe monastique  bouddhiste (IIe siècle - Ve siècle). Ce complexe est considéré par les archéologues comme étant particulièrement représentatif de l'architecture des centres monastiques bouddhistes de son époque. Son nom signifie « trône de la source » : de « takht », trône, et « bahi », eau ou source, en perse et ourdou. Il fut ainsi nommé parce qu'il est situé sur une colline (le « trône ») et près d'un ruisseau (la « source »).
Ce site est inscrit sur la liste du patrimoine mondial de l'UNESCO depuis 1980.

## Localisation
Les ruines sont situées à environ 15 kilomètres de Mardan, capitale du district de Mardan. Une petite ville fortifiée, datant de la même époque, se trouve à proximité. Les ruines se trouvent également à proximité d'un village moderne connu sous le même nom. Il est situé au sommet d'une petite colline à environ 150 m au-dessus de la plaine, et à environ 2 km du village de Bazar. 
Les environs étant très fertiles, la région est presque entièrement dévouée à l'agriculture, dont la culture du tabac, le blé et la canne à sucre. La première sucrerie d'Asie y fut construite par les Britanniques, non loin du monastère.

## Le complexe bouddhiste
Le complexe de Takht-i Bahii, bâti à flanc de colline sur quatre crêtes reliées entre elles, comprend quatre secteurs principaux réalisés à des dates différentes :
- La cour des stūpa avec un regroupement de petits stūpa autour du stūpa principal orné de représentations du Buddha
- un ancien ensemble monastique comprenant des cellules pour les moines IIIe siècle, une cour, un réfectoire et une salle de réunion Ve siècle
- une zone de chapelles à statues IVe siècle autour d'un grand stūpa entouré de petits IIe siècle
- un complexe monastique dont les petites cellules sombres sont éclairées par un jour étroit, lieux de méditation[1]

Sa conception est exemplaire de l'architecture du Gandhara. La construction, en schiste, se fait suivant le style par couches alternées, aussi appelée maçonnerie diaprée. De nombreuses sculptures de pierre ont été déplacées au musée de Peshawar (1907-13) et l'inscription sur pierre de Gondopharès est conservée au musée de Lahore. D'autres sculptures, en pierre ou en stuc, « prélevées » sur les bâtiments ont enrichi quelques musées et collections privées. Leur attribution à un lieu précis du site n'est pas évoquée car ces prélèvements ont été faits, le plus souvent, sans aucune référence au lieu du prélèvement. Environ 270 sculptures y ont été découvertes, sur lesquelles 220 datent du  IIIe siècle au milieu du Ve siècle.
La population estimée de ce complexe a été évaluée entre 250 et 350 résidents. Ceci au moment où d'autres complexes similaires, comme celui de Sahr-i-Bahlol, étaient en activité dans la même région. Ce qui témoigne de la foi qui animait le Gandhara à cette époque. Le premier monastère ne comprenait qu'un stupa de taille modeste (celui de l'actuelle cour des stupa votifs)  entouré de petits stupas hétérogènes décorés d'éléments narratifs sculptés. Le grand monastère quadrangulaire, étendu sur plusieurs niveaux, a été construit au IIIe siècle. De grandes statues, à l'échelle humaine, ont enrichi la zone dévotionnelle, dans des chapelles qui leur étaient consacrées. Cependant les reliques (contenues dans les stupa) continuaient d'être vénérées.
La plupart des sculptures réalisées pendant la période de plus grande activité (IIIe siècle - mi-Ve siècle) sont modelées en terre non cuite, en stuc, et bien plus rarement en terre cuite. Ces matériaux étant moins coûteux à faire travailler que le schiste. Le corps était, surtout pour les sculptures de grande taille, réalisé en terre non cuite, tandis que la tête et, parfois, les pieds étaient réalisés en stuc. Ce qui explique le très grand nombre sculptures de têtes qui ont survécu sans leur corps. Les scènes narratives semblent avoir été remplacées par des images dévotionnelles isolées.

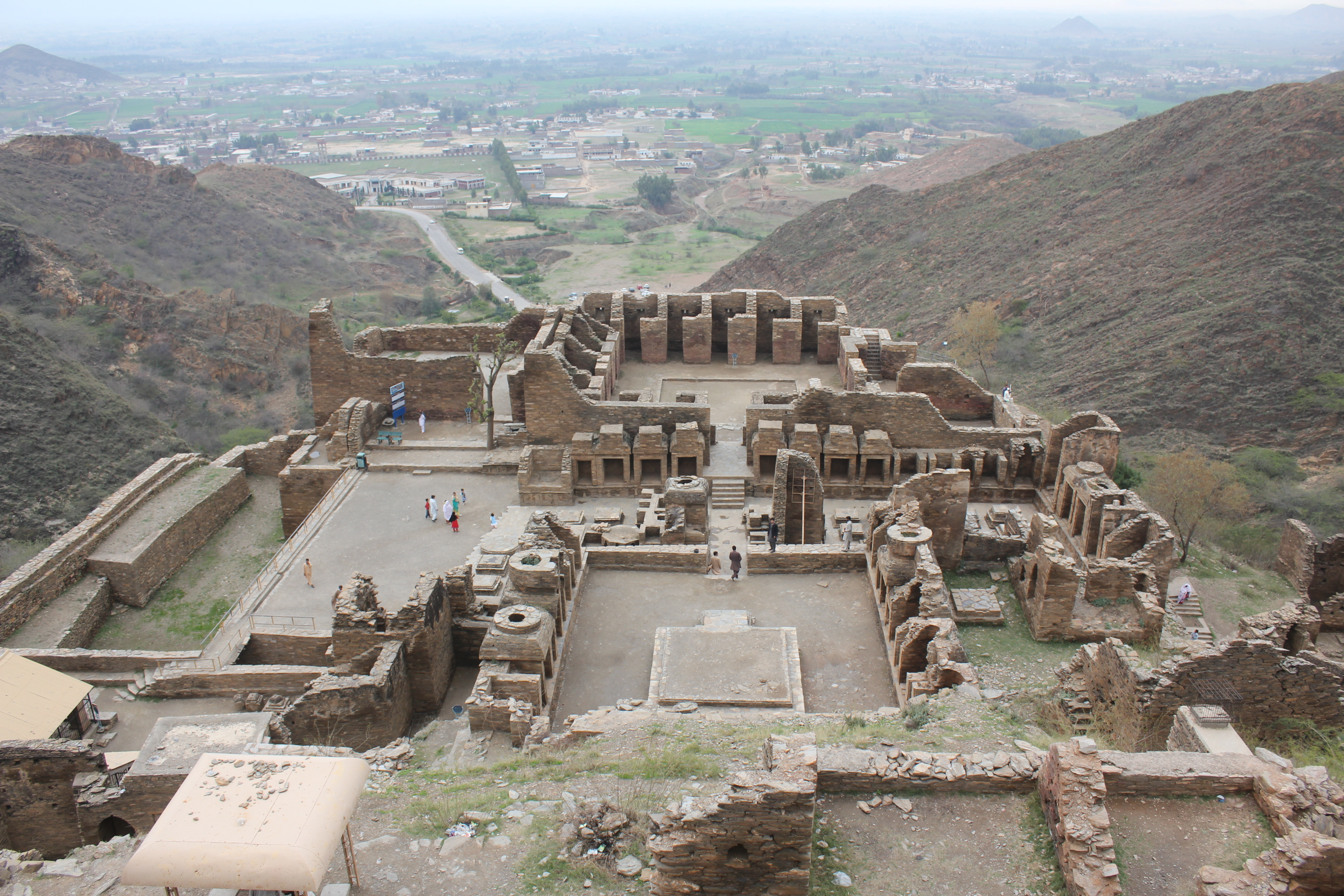
Ensemble bouddhique, Takht-i-Bahi, fondé au IIe siècle. Vue générale vers la plaine
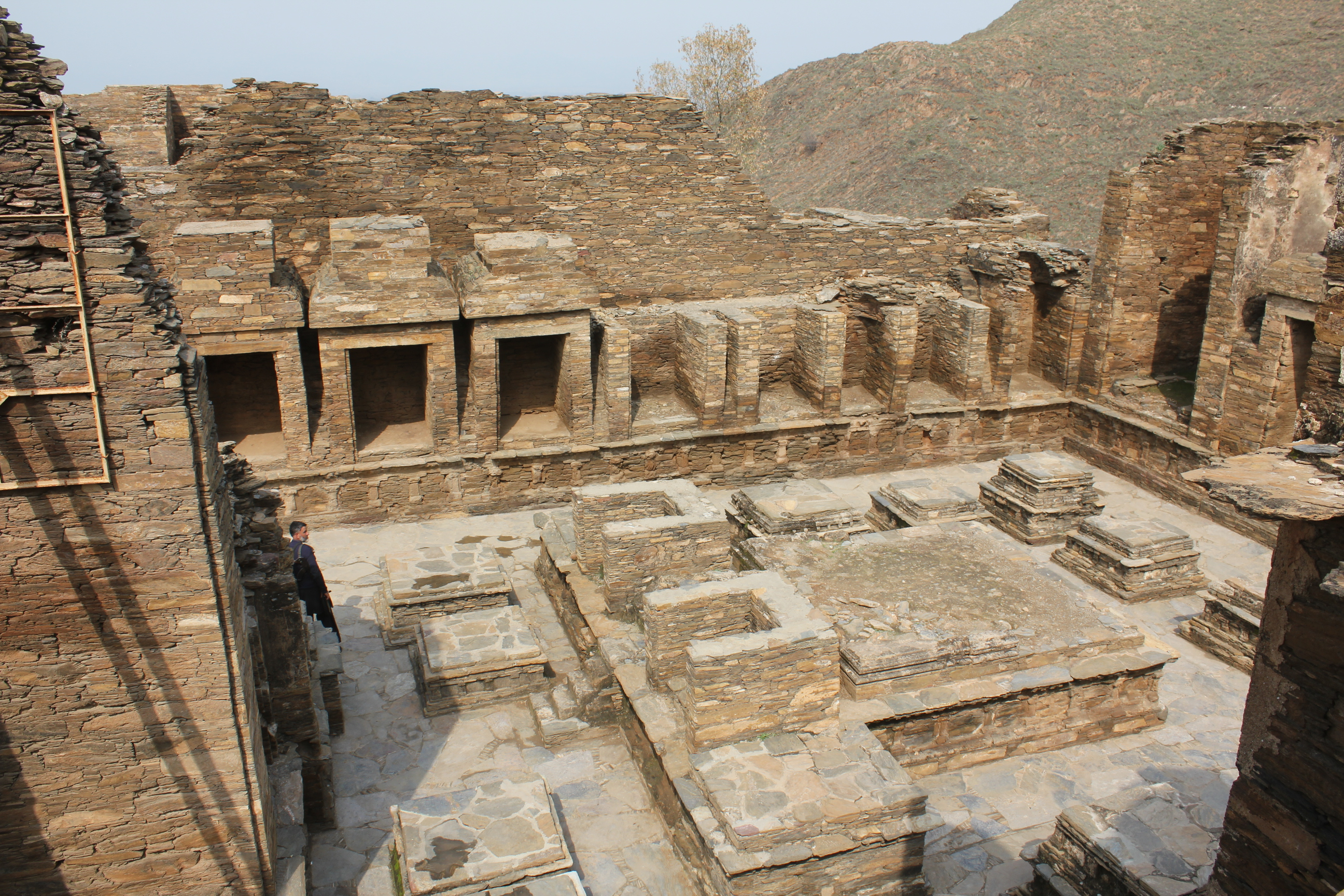
Takht-i-Bahi. Cour des stupa votifs. Mur à d. : cellules consacrées aux statues de grande taille. Centre : plateformes d'un grand et de petits stupa, IIe siècle
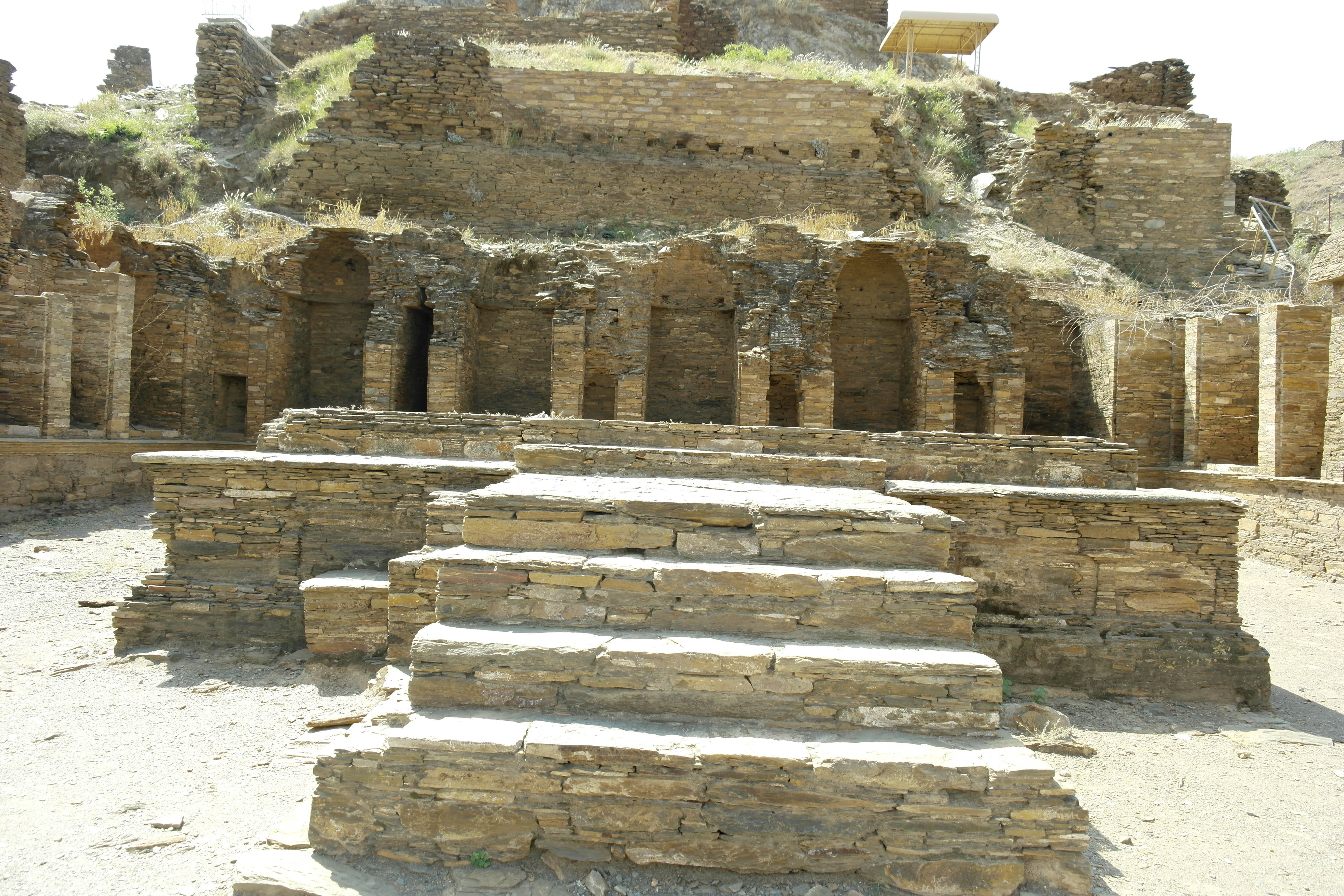
Cour du grand stupa : sa plateforme. Au fond, mur de chapelles qui contenaient des statues. IIIe siècle
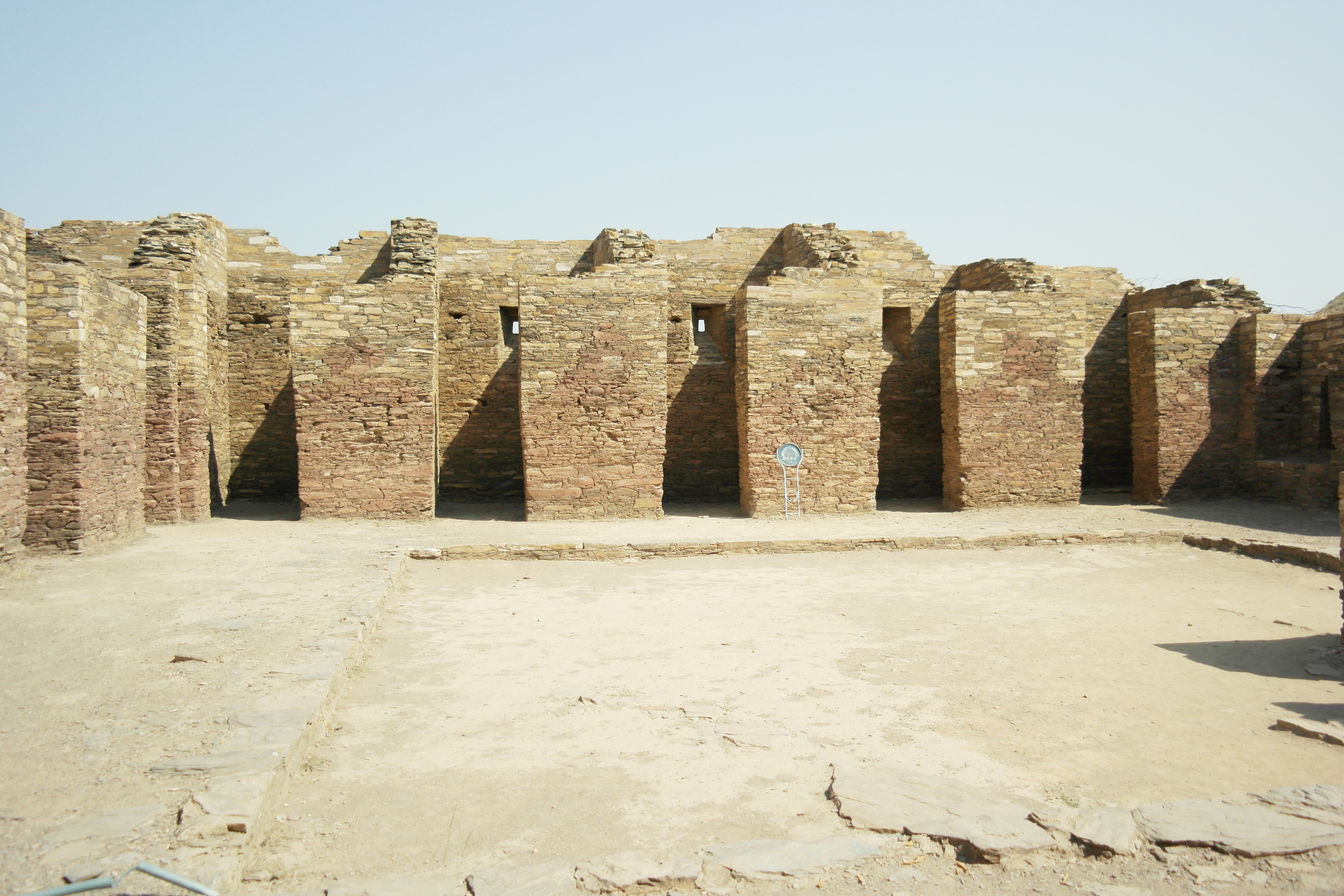
Cellules monastiques, maçonnerie diaprée. Notez les petits jours rectangulaires bâtis en cône. IIIe siècle
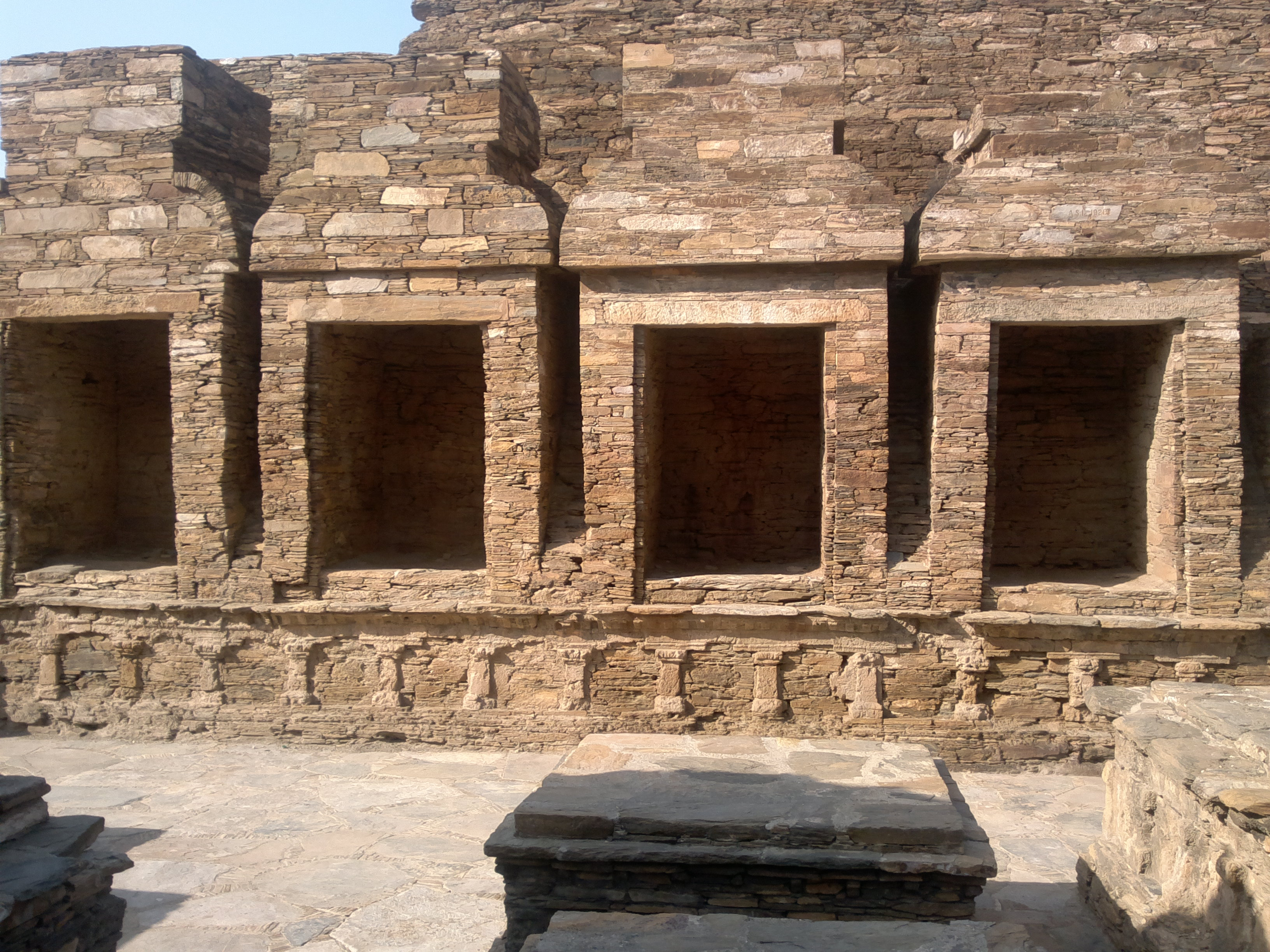
Cour des stupas votifs : chapelles en maçonnerie diaprée, toit à double dôme construit en encorbellement, décor de pilastres. IVe siècle
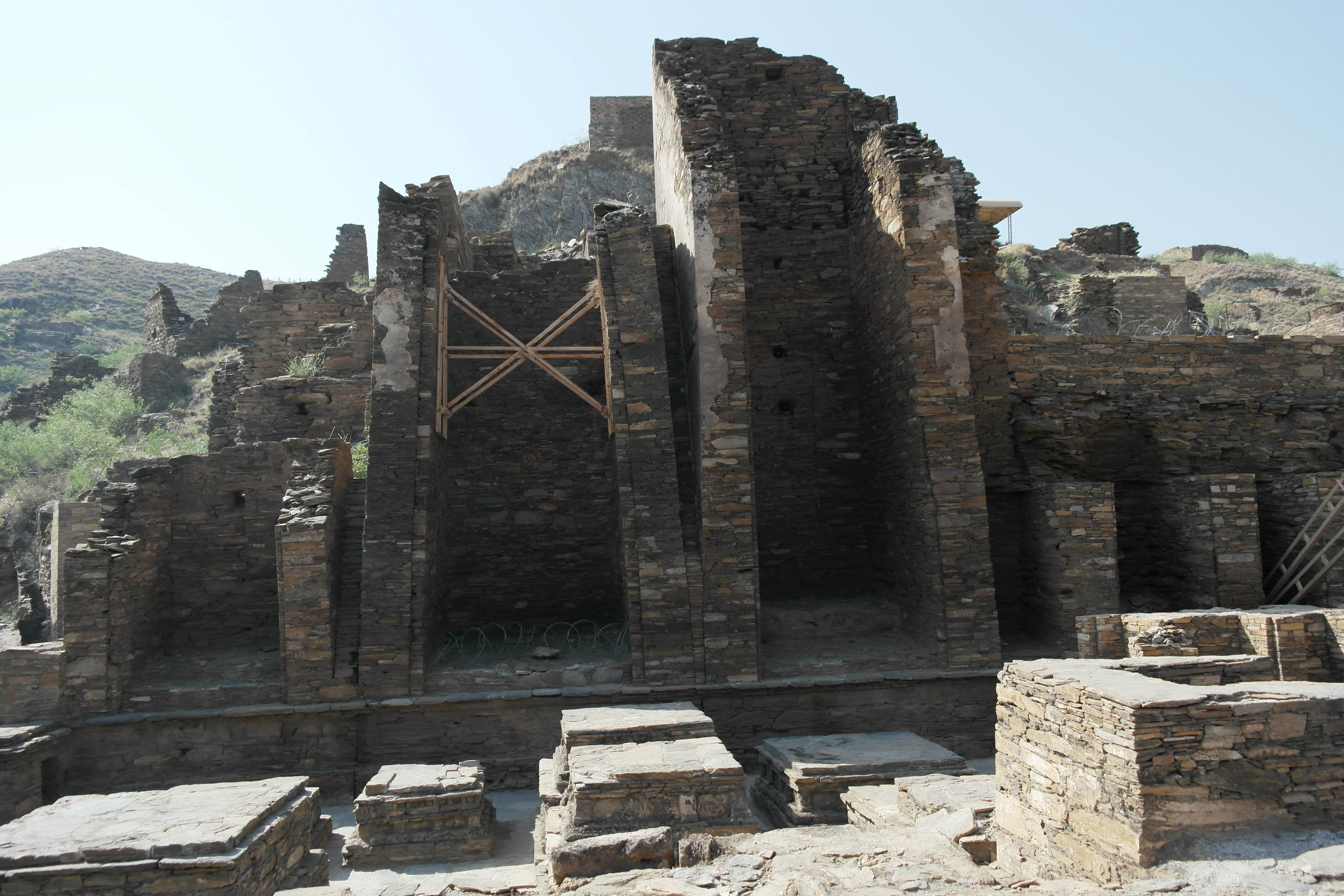
Takht-i-Bahi. Mur de grandes chapelles (14, du Ve siècle) qui contenaient des statues monumentales. La plus haute : 11,30 m[5]. Noter le fruit important
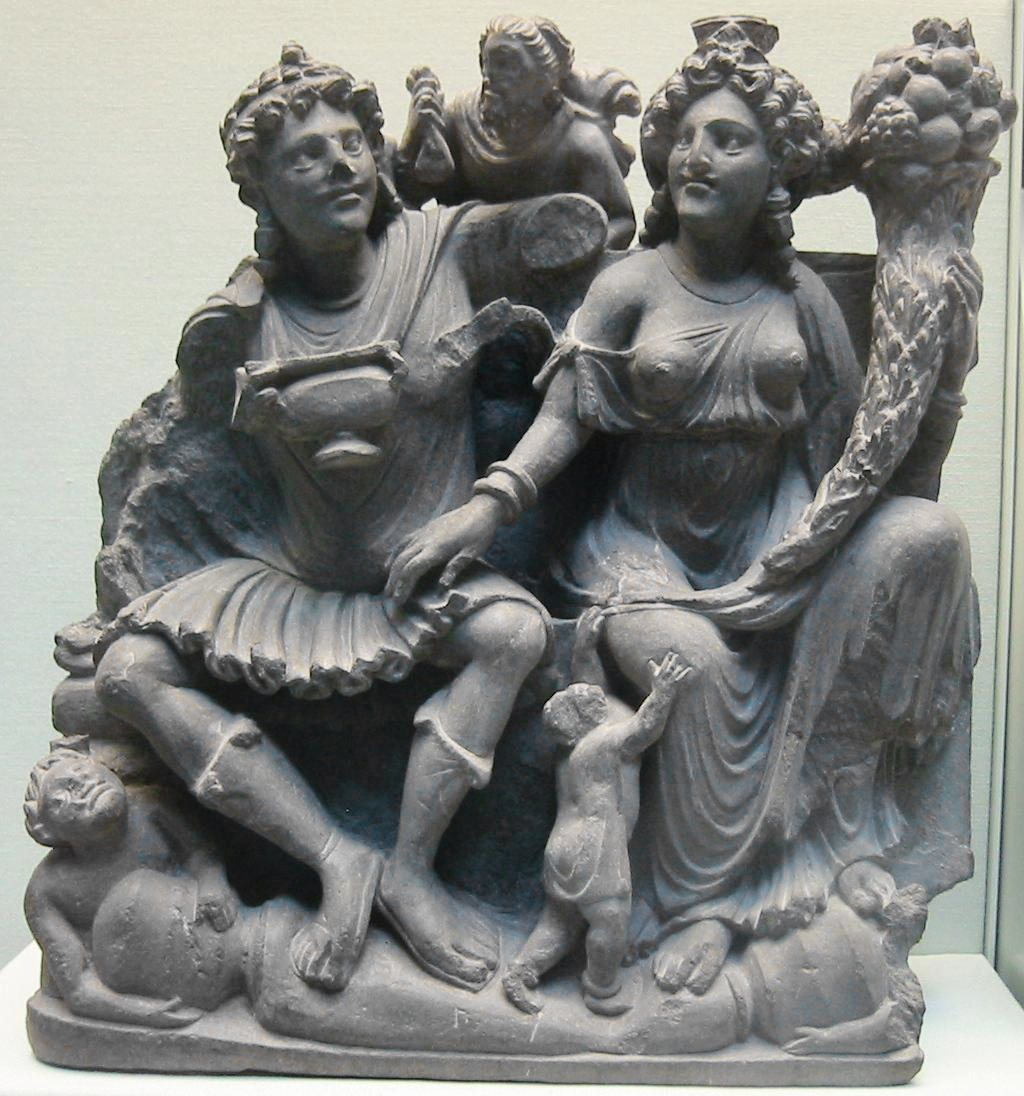
Le couple protecteur Panchika et Hariti (à la corne d'abondance): réminiscence classique (méditerranéenne antique) IIe – IIIe siècle. Schiste. British Museum, provenance Takht-i-Bahi
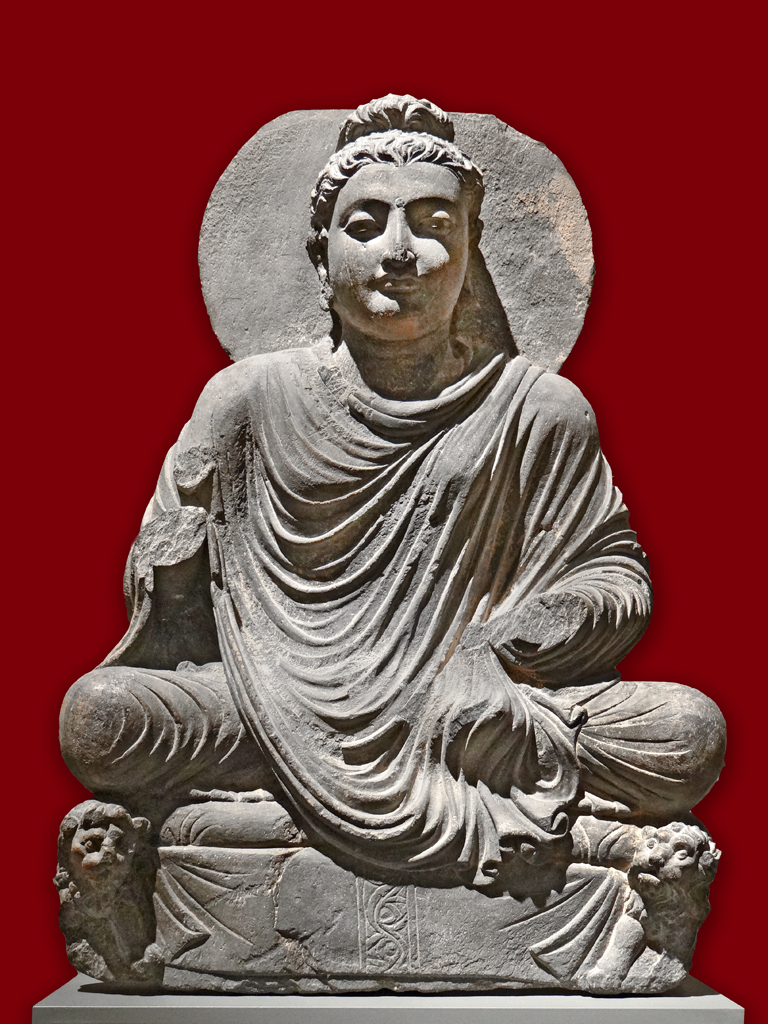
Bouddha sur un trône aux lions. Takht-i-Bahi, IIe – IIIe siècle. Schiste, H. 52,5 cm. Musée d'art asiatique de Berlin
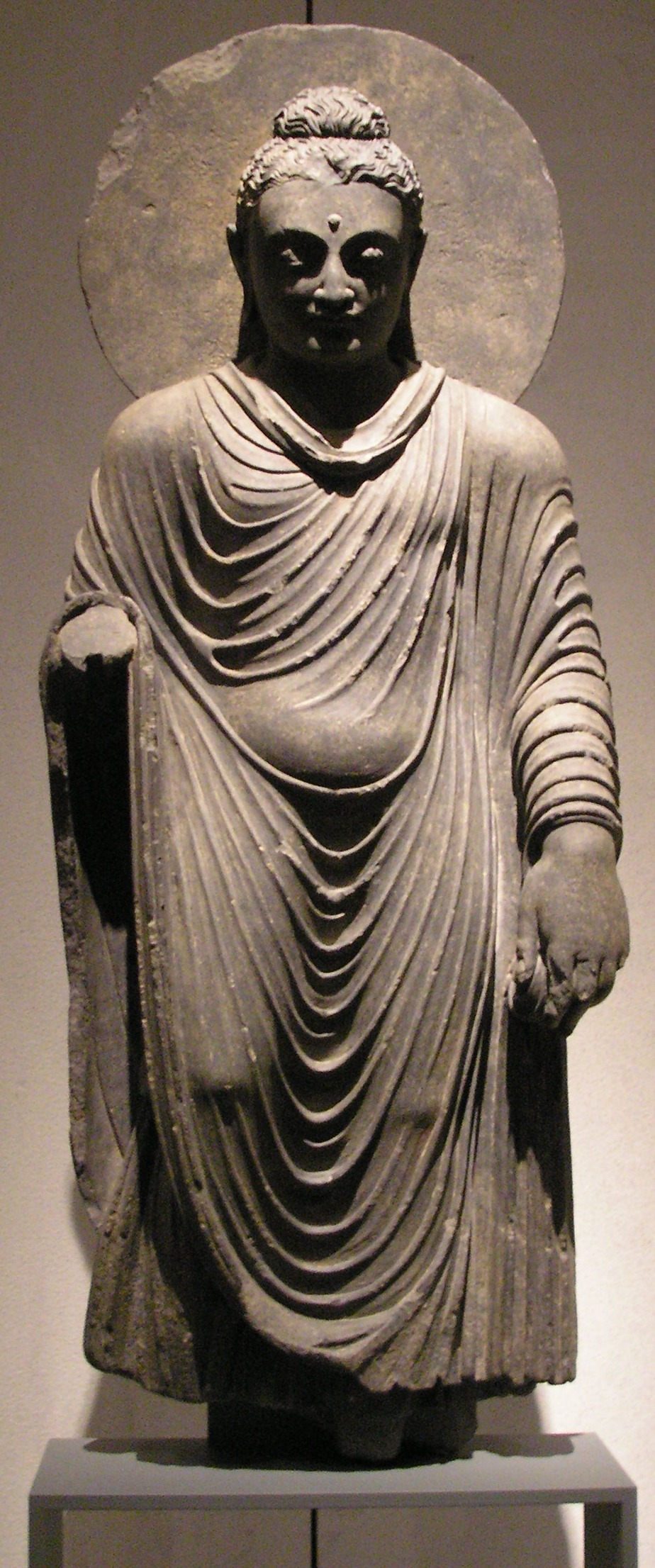
Statue de Bouddha de Takht-i-Bahi, IIe – IIIe siècles. Schiste, H. 98 cm. Musée d'art asiatique de Berlin-Dahlem.

Le complexe de Takht-i-Bahi est proche du site archéologique bouddhiste de Sahr-i-Bahlol, datant de la même période.